# Azubike Oliseh
Azubike Oliseh (Lagos, 18 novembre 1978) è un ex calciatore nigeriano, di ruolo difensore.

## Carriera

### Nazionale
Nel 2000 ha partecipato, insieme alla selezione nigeriana, ai Giochi della XXVII Olimpiade di Sydney.

## Palmarès

### Club

#### Competizioni nazionali
- Coppa di Cipro: 1

AEK Larnaca: 2004